# Heterovalgus poggii
Heterovalgus poggii är en skalbaggsart som beskrevs av Ricchiardi 1992. Heterovalgus poggii ingår i släktet Heterovalgus och familjen Cetoniidae. Inga underarter finns listade i Catalogue of Life.